# Пам'ятки історії Маловисківського району
У Маловисківському районі Кіровоградської області на обліку перебуває 49 пам'яток історії.
| № пп | Охорон. номер     | Найменування пам'ятки | Місцезнаходження пам'ятки                                   | Епоха                  | Значення                       | Рішення                                    |
| ---- | ----------------- | --- | ----------------------------------------------------------- | ---------------------- | ------------------------------ | ------------------------------------------ |
| 1    | 2235              | Будинок колишньої школи, в якій навчався Проценко М. Є. — активний учасник оборони м. Одеси                                                           | м. Мала Виска, вул. Центральна, 45/2                        | 1933—1935 рр.          | місцева                        | № 65 від 21.02.1989                        |
| 2    | 1275              | Пам'ятний знак на честь встановлення радянської влади                                                                                                 | м. Мала Виска, вул. Центральна                              | 1918 р.                | місцева                        | № 149 від 10.05.1988                       |
| 3    | 2261              | Могила Рєзанова А. М. — полковника | м. Мала Виска, вул. Європейська                             | 1944 р.                | місцева                        | № 104 від 15.041991                        |
| 4    | 400               | Братська могила радянських воїнів. Поховано 81 воїна                                                                                                  | м. Мала Виска, вул. Центральна                              | 1944 р.                | місцева                        | № 404 від 17.09.1969                       |
| 5    | 1276              | Місце боїв кавалерійської бригади під командуванням Котовського Г. І.                                                                                 | м. Мала Виска, центр                                        | 1919 р.                | місцева                        | № 149 від 10.05.1988                       |
| 6    | 1133              | Приміщення цукрового заводу, де працював Кондратюк Ю. В. — майбутній теоретик міжпланетних польотів                                                   | м. Мала Виска, вул. Кондратюка, 10                          | 1921—1925 рр.          | місцева                        | № 281 від 16.05.1985 р.                    |
| 7    | 1134              | Будинок, у якому працював відомий український драматург Тобілевич І. К.                                                                               | м. Мала Виска, будинок культури                             | 1859 р.                | місцева                        | № 271 від 16.05.1985                       |
| 8    | 2262              | Братська могила мирних жителів — жертв фашизму. Поховано 4 чол.                                                                                       | м. Мала Виска, дорога до Люцого Лісу                        | 1941 р.                | місцева                        | № 104 від 25.04.1991                       |
| 9    | 2263              | Братська могила мирних жителів. Поховано 17 чол. | м. Мала Виска, Люций Ліс                                    | 1941 р.                | місцева                        | № 104 від 15.04.1991                       |
| 10   | 402               | Братська могила радянських воїнів. Поховано 4 чол. | с. Березівка, Березівська с/р, біля Будинку культури        | 1944 р.                | місцева                        | № 404 від 17.09.1969                       |
| 11   | 403 403/1 — 403/2 | Братська могила радянських воїнів та пам'ятний знак воїнам-землякам. Поховано 51 воїна                                                                | с. Велика Виска, Великовисківська с/р, центр                | 1944 р., 1941—1945 рр. | місцева                        | № 404 від 17.09.1969, № 281 від 16.05.1985 |
| 12   | 404               | Братська могила радянських воїнів. Поховано 15 воїнів                                                                                                 | с. Велика Виска, Великовисківська с/р, вул. Калініна        | 1944 р.                | місцева                        | № 404 від 17.09.1969                       |
| 13   | 1135              | Будинок, у якому перебували Коллонтай і Дибенко — соратники В. І. Леніна                                                                              | с. Велика Виска, Великовисківська с/р                       | 1922 р.                | місцева                        | № 281 від 16.05.1985                       |
| 14   | 1136              | Пам'ятний знак воїнам-землякам | с. Димине, Лозуватська с/р, центр                           | 1941—1945 рр.          | місцева                        | № 281 від 16.05.1985                       |
| 15   | 406 406/1 — 406/3 | Братська могила радянських воїнів (поховано 37 воїнів). Пам'ятник Героям Радянського Союзу Н. І. Ригачину і П. В. Велігіну. Пам'ятник воїнам-землякам | с. Злинка, Злинська с/р, вул. Велігіна                      | 1944 р.                | місцева                        | № 404 від 17.09.1969                       |
| 16   | 1277              | Будинок школи, в якій навчалися Велігін П. В. та Ригачин Н. І. — Герої Радянського Союзу                                                              | с. Злинка, Злинська с/р, СШ № 1                             | 1940 р.                | місцева                        | № 149 від 10.05.1988                       |
| 17   | 478               | Пам'ятник воїнам-землякам | с. Кіровка, Кіровська с/р, центр                            | 1941—1945 рр.          | місцева                        | № 404 від 17.09.1969                       |
| 18   | 409 409/1 — 409/2 | Братська могила радянським воїнам та пам'ятний знак воїнам-землякам. Поховано 3 чол.                                                                  | с. Копанки, Ленінська с/р, центр                            | 1944 р., 1941—1945 рр. | місцева                        | № 404 від 17.09.1969 № 401 від 16.05.1985  |
| 19   | 1137              | Братська могила радянських партизанів. Поховано 13 чол.                                                                                               | с. Копанки, Ленінська с/р, кладовище                        | 1943 р.                | місцева                        | № 281 від 16.05.1985                       |
| 20   | 1138              | Братська могила жертв австро-німецьких окупантів. Поховано 21 чол.                                                                                    | с. Ленінка, Ленінська с/р, кладовище                        | 1918 р.                | місцева                        | № 281 від 16.05.1985                       |
| 21   | 410               | Могила радянського воїна | с. Ленінка, Ленінська с/р, сх. околиця                      | 1944 р.                | місцева                        | № 404 від 17.09.1969                       |
| 22   | 2264              | Братська могила радянських воїнів. Поховано 10 чол.                                                                                                   | с. Ленінка, Ленінська с/р, кладовище                        | 1944 р.                | місцева                        | № 104 від 15.04.1991                       |
| 23   | 1139              | Пам'ятник воїнам-землякам | с. Ленінка-Ульяново, Хмелівська с/р, біля Будинку культури  | 1941—1945 рр.          | місцева                        | № 281 від 16.05.1985                       |
| 24   | 411 411/1 — 411/2 | Братська могила радянських воїнів та пам'ятний знак воїнам-землякам. Поховано 10 чол.                                                                 | с. Лозуватка, Лозуватська с/р, центр                        | 1944 р.                | місцева                        | № 404 від 17.09.1969                       |
| 25   | 412 412/1 — 412/2 | Братська могила радянських воїнів та пам'ятний знак воїнам-землякам. Поховано 26 чол.                                                                 | с. Мануйлівка, Мануйлівська с/р, центр                      | 1944 р., 1941—1945 рр. | місцева                        | № 404 від 17.09.1969                       |
| 26   | 413 413/1 — 413/2 | Братська могила радянських воїнів та пам'ятний знак воїнам-землякам. Поховано 206 чол.                                                                | с. Мар'янівка, Мар'янівська с/р, центр                      | 1944 р., 1941—1945 рр. | місцева                        | № 404 від 17.09.1969                       |
| 27   | 414 414/1 — 414/2 | Братська могила радянських воїнів та пам'ятний знак воїнам-землякам. Поховано 2 чол.                                                                  | с. Новогригорівка, Новогригорівська с/р, центр              | 1944 р., 1941—1945 рр. | місцева                        | № 404 від 17.09.1969                       |
| 28   | 416               | Пам'ятник воїнам-землякам | с. Нововознесенка, Нововознесенської с/р, біля адмінбудинку | 1941—1945 рр.          | місцева                        | № 404 від 17.09.1969                       |
| 29   | 2265              | Могила Кочерги П. Є. — Героя Радянського Союзу | с. Нововознесенка, с. Нововознесенська с/р, кладовище       | 1944 р.                | місцева                        | № 104 від 15.04.1991                       |
| 30   | 417               | Пам'ятник воїнам-землякам | с. Новопавлівка, Хмелівська с/р, біля адмінбудинку          | 1941—1945 рр.          | місцева                        | № 404 від 17.09.1969                       |
| 31   | 418 418/1 — 418/2 | Братська могила радянських воїнів, пам'ятник воїнам-землякам. Поховано 14 воїнів                                                                      | с. Олександрівка, Олександрівська с/р, центр                | 1944 р., 1941—1945 рр. | місцева                        | № 404 від 17.09.1969                       |
| 32   | 419 419/1 — 419/2 | Братська могила радянських воїнів, пам'ятник воїнам-землякам. Поховано 12 воїнів                                                                      | с. Оникієве, Оникіївська с/р, центр                         | 1944 р., 1941—1945 рр. | місцева                        | № 404 від 17.09.1969                       |
| 33   | 1140              | Будинок школи, де навчався Жердій Є. М. — Герой Радянського Союзу                                                                                     | с. Оникієве, Оникіївська с/р, школа                         | 1941 р.                | місцева                        | № 281 від 16.05.1985                       |
| 34   | 420               | Братська могила радянських воїнів. Поховано 43 воїни                                                                                                  | с. Паліївка, Паліївська с/р, біля школи                     | 1944 р.                | місцева                        | № 404 від 17.09.1969                       |
| 35   | 1141              | Пам'ятник воїнам-землякам | с. Паліївка, Паліївська с/р, біля центру                    | 1941—1945 рр.          | місцева                        | № 281 від 16.05.1985                       |
| 36   | 2266              | Братська могила радянських льотчиків. Поховано 10 чол.                                                                                                | с. Первозванівка, кладовище                                 | 1941 р.                | місцева                        | № 104 від 15.04.1991 р.                    |
| 37   | 421 421/1 421/2   | Братська могила радянських воїнів, пам'ятник воїнам-землякам. Поховано 4 воїни                                                                        | с. Первомайське, Первомайська с/р, парк                     | 1944—1945 рр.          | місцева                        | № 404 від 17.09.1969                       |
| 38   | 2267              | Братська могила радянських воїнів. Поховано 2 воїни                                                                                                   | с. Первомайське, Первомайська с/р, кладовище                | 1942 р.                | місцева                        | № 104 від 15.04.1991                       |
| 39   | 1143              | Будинок школи, де містився штаб партизанського з'єднання під командуванням генерал-майора Наумова В. І.                                               | с. Первомайське, Первомайська с/р, школа                    | 1943 р.                | місцева                        | № 281 від 16.05.1985                       |
| 40   | 422 422/1 — 422/2 | Братська могила радянських воїнів, пам'ятник воїнам-землякам. Поховано 67 воїнів                                                                      | с. Плетений Ташлик, Плетеноташлицька с/р, біля с/р          | 1944—1956 рр.          | місцева                        | № 404 від 17.09.1969                       |
| 41   | 423               | Братська могила партизанів громадянської та радянської війни. Поховано 2 чол.                                                                         | с. П'ятихатки, Березівська с/р, центр                       | 1918 р. 1944 р.        | місцева                        | № 404 від 17.09.1969                       |
| 42   | 424 424/1 424/2   | Братська могила радянських воїнів, пам'ятник воїнам-землякам. Поховано 6 воїнів                                                                       | с. Розсохуватка, Розсохуватська с/р, біля школи             | 1944 р.                | місцева                        | № 404 від 17.09.1969                       |
| 43   | 425 425/1 425/2   | Братська могила радянських воїнів, пам'ятник воїнам-землякам. Поховано 20 воїнів                                                                      | с. Хмельове, Хмелівська с/р, біля Будинку культури          | 1944 р.                | місцева                        |                                            |
| 44   | 2268/1-2268/22    | Група могил мирних жителів — жертв австро-німецьких окупантів                                                                                         | с. Хмельове, Хмелівська с/р, кладовище                      | 1918—1920 рр.          | місцева                        | № 104 від 15.04.1991                       |
| 45   | 2269              | Братська могила радянських воїнів. Поховано 10 чол.                                                                                                   | с. Хмельове, Хмелівська с/р, кладовище                      | 1941 р.                | місцева                        | № 104 від 15.04.1991                       |
| 46   | 2270              | Братська могила радянських воїнів. Поховано 15 чол.                                                                                                   | с. Хмельове, Хмелівська с/р, кладовище                      | 1941 р.                | місцева                        | № 104 від 15.04.1991                       |
| 47   | 2271              | Могила радянського офіцера | с. Хмельове, Хмелівська с/р, кладовище                      | 1941 р.                | місцева                        | № 104 від 15.04.1991                       |
| 48   | 426 426/1 426/2   | Братська могила підпільників і пам'ятний знак воїнам-землякам. Поховано 2 чол.                                                                        | с. Якимівка, Якимівська с/р, біля Будинку культури          | 1943 р.                | місцева                        | № 404 від 17.09.1969                       |
| 49   | 2272              | Братська могила радянських льотчиків | с. Первозванівка, кладовище                                 |                        | Взято на облік помилково двічі | № 149 від 10.05.1988                       |
|      |                   | |                                                             |                        |                                |                                            |